# Délégation générale du Québec à New York
La délégation générale du Québec à New York (abrégé en DGQNY) a pour but de représenter les intérêts du Québec auprès des États-Unis et plus particulièrement dans le Mid-Atlantic.
Ses bureaux sont situés sur la Rockefeller Plaza à New York.

## Historique
La délégation a été inaugurée en 1940.
La déléguée générale actuelle est Martine Hébert.

## Liste des délégués généraux
De 1940 à 1971, le chef de poste est nommé Agent général (la délégation se nommant alors Agence générale de la province de Québec à New York). Depuis, ce dernier est désigné sous le nom de délégué général.
- 1940 - ? : Charles Chartier
- 1967 - 1969 : Jean-Marc Roy
- 1969 - 1971 : Jean-Victor Allard
- 1971 - 1977 : Guy Poliquin
- 1977 - 1980 : Marcel Bergeron
- 1980 - 1982 : Richard Pouliot
- 1982 - 1984 : Raymond Gosselin
- 1984 - 1987 : Rita Dionne-Marsolais
- 1987 - 1992 : Léo Paré
- 1992 - 1994 : Reed Scowen
- 1994 - 1997 : Kevin Drummond
- 1997 - 1998 : David Levine
- 1998 - 2002 : Diane Wilhelmy
- 2002 - 2007 : Michel Robitaille
- 2007 - 2008 : Bruno Fortier
- 2008 - 2009 : Robert Keating
- 2009 - 2012 : John Parisella
- 2012 - 2013 : André Boisclair
- 2013 - 2014 : Dominique Poirier
- 2014 - 2019 : Jean-Claude Lauzon
- 2019 - 2021 : Catherine Loubier
- 2021 - en cours : Martine Hébert